# Hammy's Boomerang Adventure
Hammy's Boomerang Adventure (no Brasil A Aventura de Hammy com o Bumerangue e no Portugal A Aventura com o Boomerang do Hami) é um curta de animação feito em computação gráfica baseado no filme Os Sem-Floresta que vem como bônus no DVD desse mesmo filme.

## História
RJ põe um bumerangue na frente de Hammy. Bucky, Quillo e Spike (os porcos - espinhos menores) ficam escondidos atrás de uma árvore com RJ para ver e filmar a reação de Hammy ao achar o bumerangue.
Hammy fica lançando o objeto varias vezes mas ele sempre volta. RJ começa a jogar nele com outros objetos que o esquilo nem percebe como um cookie (biscoito) e uma casquinha de sorvete. Depois ele enterra o bumerangue.
RJ explica que na verdade tinha uma caixa cheia de bumerangues. Em seguida Verne aparece, descobre o que eles estão fazendo , diz ao  guaxinim e aos porcos - espinhos que o que estão fazendo é errado, que devia parar e joga a camera longe. Hammy acha a camera e diz que a lente tem um gosto  brilhante. Depois RJ, Bucky, Quillo e Spike prometem que não vão fazer isso novamente.
Em seguida o quarteto grava outro video no qual mostra Verne tomando banho.

## Elenco
- Bruce Willis como RJ
- Steve Carell como Hammy
- Madison Davenport como Quillo
- Shane Baumel como Spike
- Sami Kirkpatrick como Bucky
- Garry Shandling como Verne

Nota: Nos créditos finais, Wanda Sykes e sua personagem Stella são creditadas, embora ela não apareça no curta

## Lançamento
Hammy's Boomerang Adventure foi lançado no DVD de Over the Hedge em 17 de outubro de 2006 pela Paramount Home Entertainment. Mais tarde, foi lançado com Madly Madagascar em 29 de janeiro de 2013, desta vez distribuídopela 20th Century Fox Home Entertainment junto com First Flight. Seu lançamento mais recente foi em Blu-ray, lançando pela primeira vez no formato em 5 de fevereiro de 2019.